# Epuraea opalizans
Epuraea opalizans är en skalbaggsart som beskrevs av J. Sahlberg 1889. Epuraea opalizans ingår i släktet Epuraea, och familjen glansbaggar. Arten är reproducerande i Sverige.